# Teodor z Amasei
Teodor z Amasei (gr. Θεόδωρος Ἀμασείας; zm. 17 lutego 306 w Amasei) – rzymski żołnierz, męczennik wczesnochrześcijański, święty Kościoła katolickiego i prawosławnego. Jest znany także jako Teodor Tyron (albo Tyro, Tiron, Tiro, Teron; gr. Τήρων).

## Życiorys
Pochodził najprawdopodobniej z Euchaity. Był żołnierzem w armii cesarza rzymskiego Maksymiana i Galeriusza. Podczas prześladowań chrześcijan, odmówił konwersji na politeizm i podpalił świątynię w Amasei. Został za to skazany na śmierć, 17 lutego 306 roku.
Kościół katolicki obchodzi jego wspomnienie liturgiczne 9 listopada, natomiast Cerkiew prawosławna – 17 lutego i w pierwszą sobotę Wielkiego postu. Przedstawiany jest jako kawalerzysta i wspomożyciel w walkach konnicy.